# Молвена
Молвена (итал. Molvena) је насеље у Италији у округу Виченца, региону Венето.
Према процени из 2011. у насељу је живело 345 становника. Насеље се налази на надморској висини од 188 м.

## Становништво
Према резултатима пописа становништва 2011. у општини је живело 2.596 становника.
| 1951. | 1961. | 1971. | 1981. | 1991. | 2001. | 2011. |
| ----- | ----- | ----- | ----- | ----- | ----- | ----- |
| 2.469 | 2.195 | 2.082 | 2.226 | 2.256 | 2.426 | 2.596 |